# Euterebra assecla
Euterebra assecla is een slakkensoort uit de familie van de Terebridae. De wetenschappelijke naam van de soort is voor het eerst geldig gepubliceerd in 1924 door Tom Iredale.